# Renault Sport R.S. 01
El Renault Sport R.S. 01 es un automóvil de carreras cuyo diseño ha sido inspirado en el Renault DeZir concept presentado en 2010 y en el Renault Étoile Filante, que superó el umbral de los 300 km/h (186 mph) en las planicies saladas de Bonneville en 1956. El R.S. 01 fue originalmente creado para una serie "spec" de una sola marca, ha generado tanto interés que los ingenieros lo han modificado para poder homologarlo en la categoría GT3.

## Rendimiento

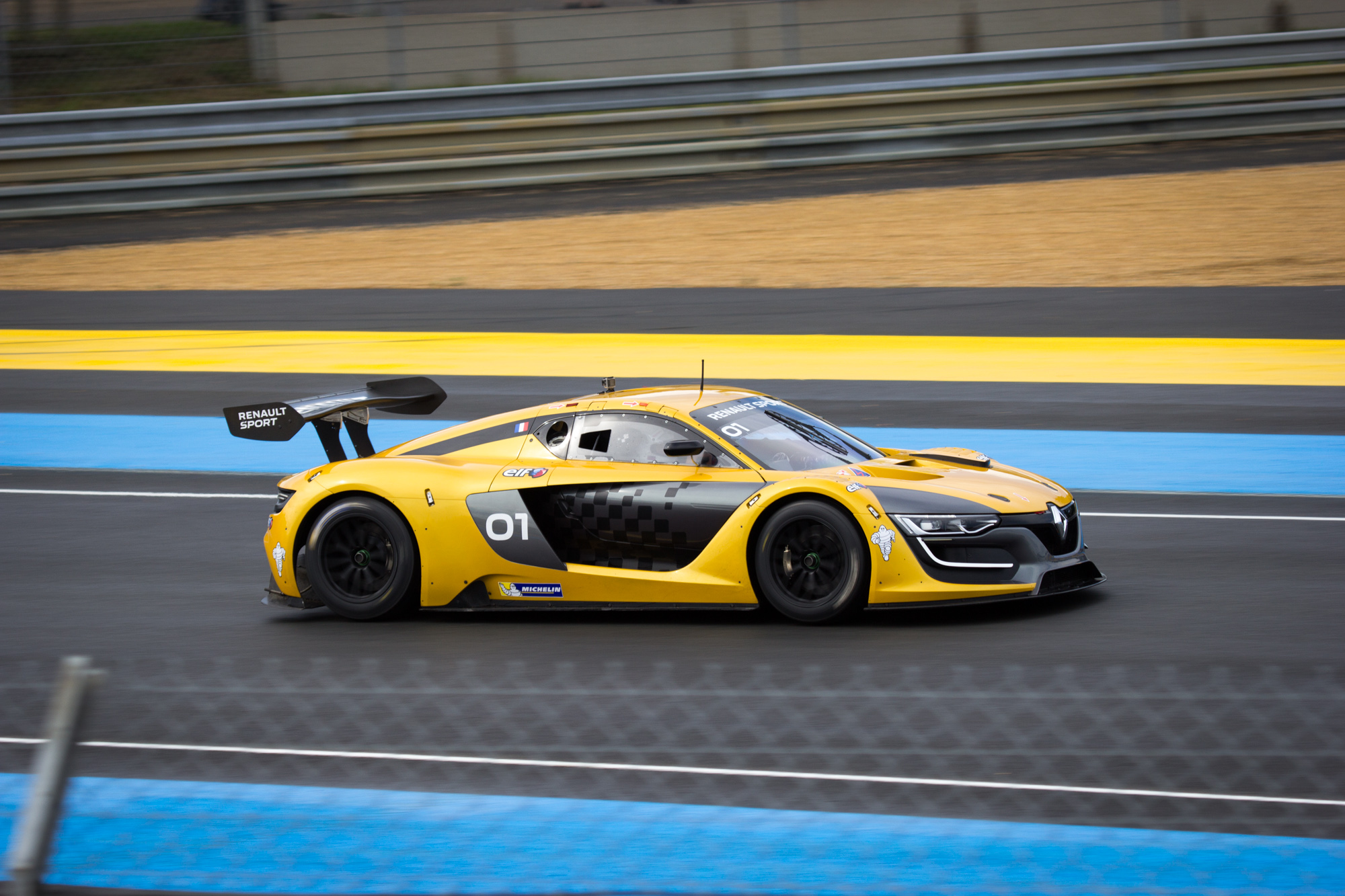
Corriendo en un circuito de carreras

Estaba equipado con un motor V6 central-trasero que desarrolla 500 CV (493 HP; 368 kW) y una velocidad máxima superior a los 300 km/h (186 mph). El paquete se complementa con un tipo de carrocería monocasco, fabricada con fibra de carbono. El R.S. 01 sería una de las estrellas de las World Series by Renault, dentro de un campeonato totalmente nuevo de Renault Sport Trophy que sería la antesala de los campeonatos profesionales de GT y de Resistencia.
Participaría en la serie francesa GT Tour. En dicha competencia el coche estuvo presente en el evento final llevado a cabo el 24 de octubre en el Circuito Paul Ricard, una semana después del final de la temporada del Renault Sport Trophy.
Los frenos carbono-cerámicos han sido cambiados por discos de acero, mientras que el coche competía con 50 kg (110,2 libras) de lastre adicionales a los 25 kg (55 libras) que se añadieron por modificaciones.
El V6 biturbo de 3799 cm³ (3,8 L; 231,8 plg³) es derivado del Nissan GT-R, el cual está acoplado a una transmisión secuencial de siete velocidades que envía la potencia a las ruedas traseras del coche.

## Diseño

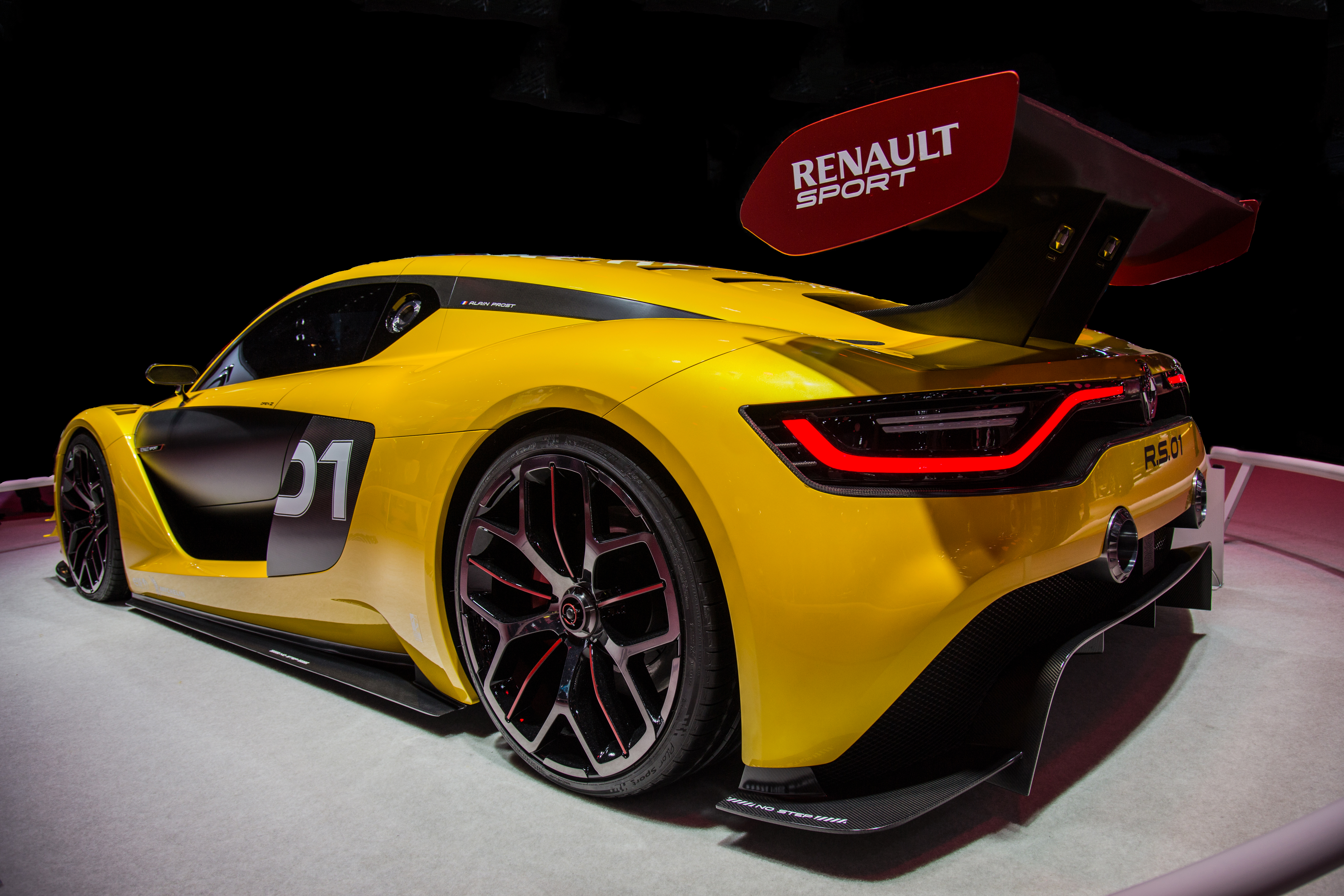
Vista trasera en el Salón del Automóvil de París 2014

Los diseñadores buscaron que fuese un coche totalmente aerodinámico y que, además, brinde un atractivo excepcional. Mide 2000 mm (78,7 pulgadas) de ancho y 1116 mm (43,9 pulgadas) de alto. En su arquitectura sobresalen las luces diurnas a base de leds. El diseño de la parte frontal permite que cantidades industriales de aire ingresen hacia los dos radiadores de agua. Este flujo de aire emerge al exterior a través de los extractores colocados bajo el cofre. Este sistema contribuye, además, generar un efecto descendente en la parte delantera del vehículo.
También es sobresaliente es el splitter inferior y el fondo plano escalonado al frente del coche. Los canards o aletas localizadas a los costados de la fascia ayudan a minimizar las turbulencias creadas por las ruedas traseras.

## Competición
El R.S. 01 será usado por los equipos Duqueine y Boutsen-Ginion Racing. Para el primero de estos los pilotos serán Eric Clément, Ange Barde y Bruce Lorgere-Roux, mientras que en el segundo estarán Eric Vaissière y Olivier Grotz quienes lo compartirán en el Open Challenge. 
Para ser homologado por la Federación Francesa Automotor, el coche de Renault no tuvo que ser mejorado, al contrario, tuvo que ser "alentado" y pasar por una regulación de desempeño para así poder competir con sus semejantes.